# ثعلب ساموا الطيار
ثعلب ساموا الطيّار (الاسم العلمي: Pteropus samoensis) هو نوعٌ من الثعالب الطيارة ضمن فصيلة خفافيش الفاكهة. يوجد في ساموا الأمريكية، وفيجي، وساموا (حيث يُعرف باسم بيا وبيا فاو). موطنه الطبيعي هي الغابات الجافة شبه الاستوائية أو الاستوائية.